# Mormântul Ostașului Necunoscut

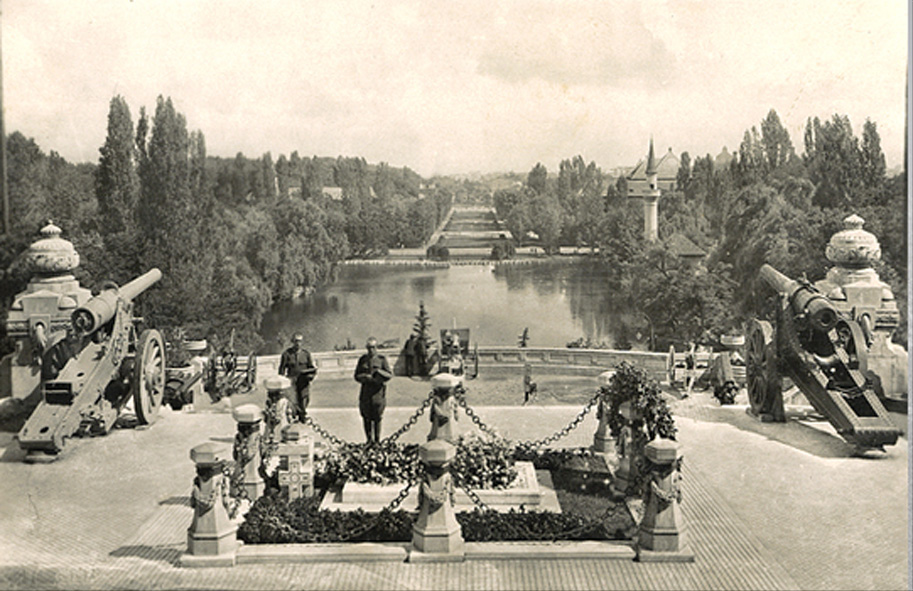
Mormântul Eroului Necunoscut pe când era amplasat în fața Muzeului Militar

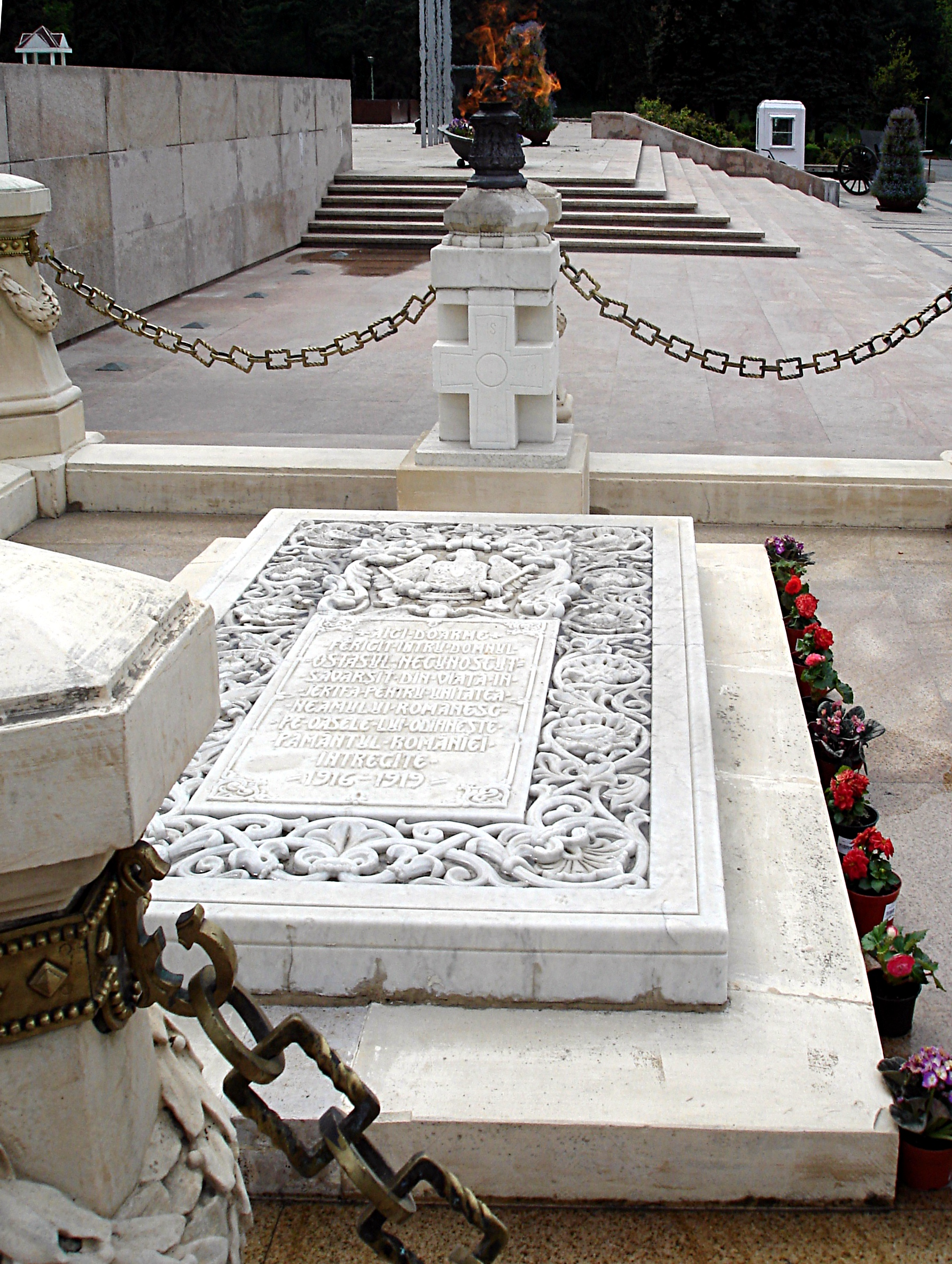
Mormântul Eroului Necunoscut din Parcul Carol I în prezent

Mormântul Eroului Necunoscut - amplasat în faţa Mausoleului din Parcul Carol I - Bucureşti

Inscripţia de pe Mormântul Eroului Necunoscut

Mormântul Ostașului Necunoscut, operă a sculptorului Emil Wilhelm Becker, a fost inaugurat în anul 1923, în fața Palatului Artelor (care găzduia Muzeul Militar) din Parcul Carol I din București, devenind loc național de pelerinaj și de reculegere în memoria celor 225.000 de ostași care s-au jertfit  în Primul Război Mondial, pentru întregirea României.
A fost luată hotărârea ca în semn de veșnică cinstire, simbolul sacrificiului celor căzuți pentru reîntregirea patriei să fie reprezentat de osemintele unuia dintre ostașii anonimi căzuți pe fronturile de la Mărășești, Mărăști, Oituz, București, din Dobrogea, Transilvania sau Basarabia. Pentru alegerea sicriului cu osemintele Eroului Necunoscut a fost desemnat elevul Amilcar C. Săndulescu de la Liceul Militar "Dimitrie A. Sturdza" din Craiova, în vârstă de 12 ani, premiant și orfan de război, care s-a oprit în fața unui sicriu și a spus "Acesta este tatăl meu".
La data inaugurării memorialului, 17 mai 1923, a fost prezentă familia regală, membrii guvernului, ai corpurilor legiuitoare și un numeros public.
Pentru realizarea Monumentului eroilor luptei pentru libertatea poporului și a patriei, pentru socialism, Mormântul Ostașului Necunoscut a fost demontat în noaptea de 22 spre 23 decembrie 1958 și a fost strămutat la Mausoleul  de la Mărășești.
În baza Hotărârii Guvernului nr. 666 din 20 septembrie 1991, Eroul Necunoscut a fost exhumat și, pentru o lună, a fost depus în interiorul Mausoleului de la Mărășești, lângă sarcofagul generalului Eremia Grigorescu.
La data de 26 octombrie 1991, Mormântul Eroului Necunoscut a fost readus în Parcul Carol I, dar, pentru că în mausoleu se afla încă trupul lui Petru Groza, s-a luat măsura amplasării sale provizorii și a fost așezat la capătul dinspre intrarea în parc a aleii care duce la Mausoleul din Parcul Carol.
Prin Hotărârea de Guvern nr.654/24.05.2006, în contextul aniversării "Centenarului Parcului Carol I" a fost decisă înființarea complexului Memorialul Eroilor Neamului. Acțiunea prevedea 3 elemente distincte:
- Reamplasarea Mormântului Ostașului Necunoscut pe locul inițial, cel din 1923;
- Ambientarea monumentului construit în deceniul 7 al secolului XX (fost mausoleu);
- Amenajarea expozițională a hemiciclului.

Prin urmare, la 25 noiembrie 2006 a avut loc ceremonia strămutării Mormântului Ostașului Necunoscut la locul originar, din 1923, pe esplanada din fața actualului Memorial al Eroilor Neamului.
Mormântul Ostașului Necunoscut este în prezent clasat ca monument istoric de importanța A, Cod LMI:  B-IV-m-A-20105.